# Hohenburg
Hohenburg es un municipio situado en el distrito de Amberg-Sulzbach, en el estado federado de Baviera (Alemania). Tiene una población estimada, a fines de 2023, de 1640 habitantes.
Está ubicado al este del estado, en la región de Alto Palatinado, cerca de la ciudad de Amberg y de la frontera con República Checa.